# Eric Buckner
Eric Buckner, né le 26 avril 1990 à Ehrhardt en Caroline du Sud, est un joueur américain de basket-ball. Il évolue au poste de pivot.

## Biographie
Le 28 juin 2012, automatiquement éligible à la draft 2012 de la NBA, il n'est pas sélectionné.
Il commence sa carrière professionnelle en Turquie, à l'Uşak Sportif pour la saison 2012-2013 et à l'İstanbul BB pour la saison 2013-2014.
Le 7 juillet 2014, il revient à l'Uşak Sportif.
Le 4 juin 2015, il reste en Turquie et signe au Türk Telekomspor.
Durant l'été 2016, il part en Grèce où il signe à l'Aris Salonique. Le 14 janvier 2017, il retourne en Turquie au Büyükçekmece Basketbol.
Le 9 juillet 2017, il revient à l'İstanbul BB.
Le 1er octobre 2018, il part en France où il signe à l'ASVEL Lyon-Villeurbanne pour deux mois. Le 27 novembre 2018, il est libéré de son contrat. Le 6 décembre 2018, il décide de rejoindre l'AS Monaco.
Au mois d'août 2020, il s'engage pour une saison avec l'Élan sportif chalonnais.
En février 2021, Buckner et l'Élan sportif chalonnais se séparent. Le club est mécontent des performances du joueur. Buckner rejoint peu après le club kazakh du BC Astana.

## Palmarès
- Third-team All-CAA 2012
- Meilleur contreur de l'EuroChallenge 2015
- Vainqueur de la VTB United League et champion de Russie 2021-2022